# Minokamo
Minokamo (japanska: 美濃加茂市?, Minokamo-shi) är en stad i Gifu prefektur i Japan. Staden fick stadsrättigheter 1954.